# Jan van Veerdeghem

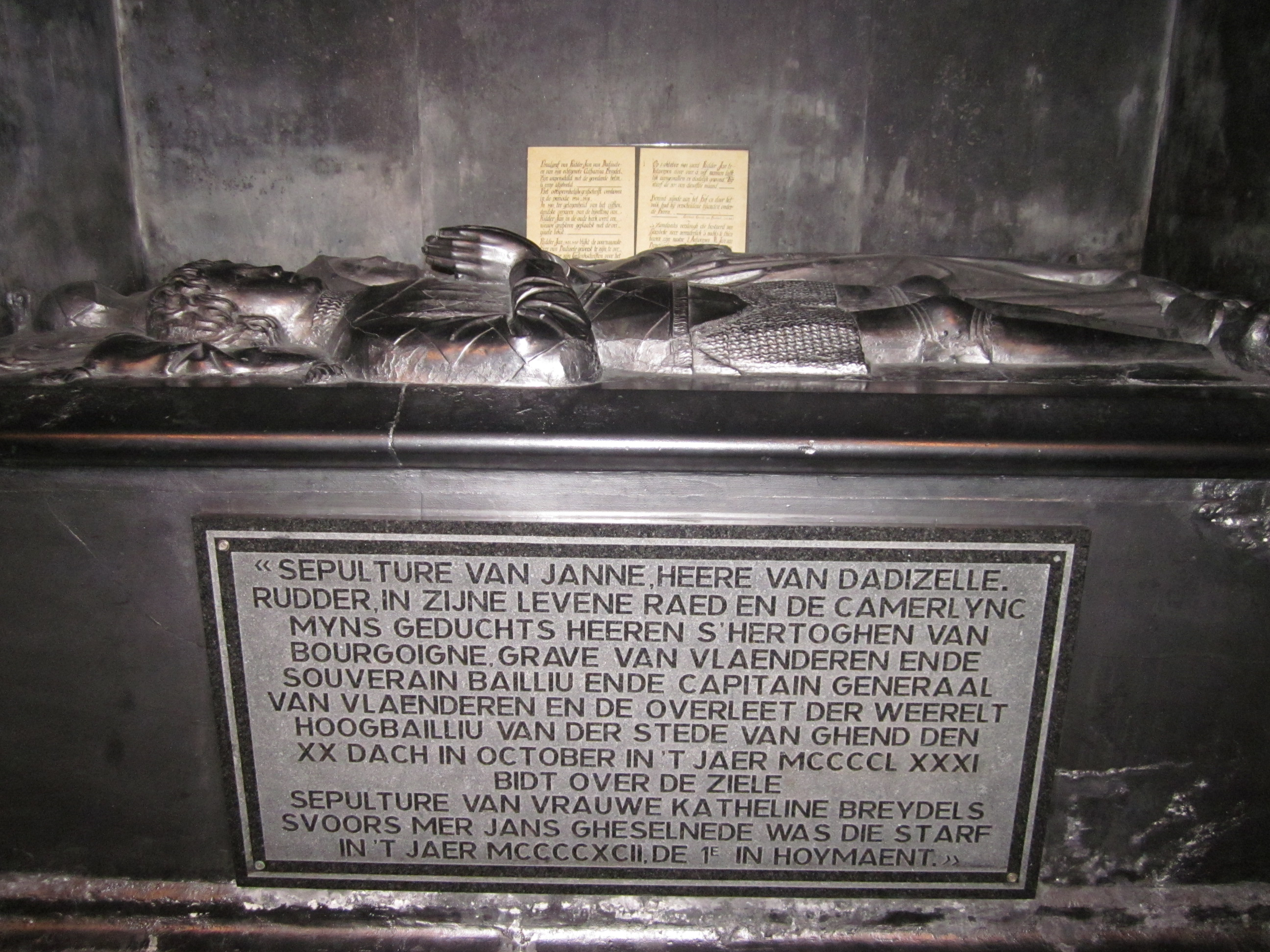
Praalgraf van Jan van Veerdeghem in de crypte van de Basiliek van Onze-Lieve-Vrouw van Dadizele

Jan III van Veerdeghem of Jan van Dadizele (Dadizele, 23 februari 1432 – Antwerpen, 20 oktober 1481) was een middeleeuws ridder en baljuw van Vlaanderen.
Hij was de oudste zoon van Jan II en Katharina Patyn. Hij startte zijn militaire carrière omstreeks zijn 17de verjaardag. Hij nam deel aan verschillende veldslagen in dienst van de Bourgondische hertogen. Hij huwde met Katelyne Breydel. Zijn tante was Gille van Dadizele, abdis in de abdij de Marquette nabij Rijsel.
Hij leefde in het kasteel te Dadizele, genaamd Mariënstede.
Hij was een intieme vertrouweling van Maria van Bourgondië. Bij haar huwelijk met Maximiliaan van Oostenrijk viel hij in ongenade. Hij was immers een van de aanvoerders in de Vlaamse opstand tegen Maximiliaan en zijn oorlogspolitiek die resulteerde in veel oorlogen. Het zou een van de oorzaken zijn die aanleiding gaf tot zijn vermoorden. Hij speelde tegelijkertijd een voorname rol in de beheersing van de conflicten tussen de aartshertog en de steden en tussen de aartshertog en de Franse koning Lodewijk XI.
Hij werd in Antwerpen vermoord. Zijn praalgraf staat in de crypte van de basiliek van Dadizele. Het betreft een nisgraf, alleen de beeltenis is hierbij nog origineel.
Als memorialist liet hij de Gedenckschriften van Mer Jan heere van Dadiselle na, waarin hij haast dag na dag de gebeurtenissen van zijn tijd optekende, zonder veel moraliserende commentaar.